# 문서가설

구약성서의 문서 가설도

문서가설(documentary hypothesis, DH) 또는 벨하우젠의 문서가설은 모세 5경이 4가지 문서의 형태로 독립적이고 유사하면서 완전히 갖추어진 형태의 서술로 되어있고, 그것들이 일련의 편집자들에 의해 현재의 모습으로 조합되었다고 가정하여 주장하는 이론이다. 독일의 구약학자 율리우스 벨하우젠으로 대표되는 고전적 문서가설은, 20세기 대부분의 시기 동안 학계에서 거의 보편적인 지지를 받았다. 이 이론에 따르면, 오경은 원래 독립적으로 존재했던 네 개의 문서—야훼문서(J), 엘로힘문서(E), 신명기문서(D), 제사장문서(P)—를 바탕으로 구성된 합성 문서로 간주된다. 이들 문서는 각각의 약어로 지칭되며, 이 문서들 및 그 가설적인 완성 순서를 바탕으로 문서가설을 JEDP라는 이름으로도 부른다.
고전적 문서가설은 야훼문서(J)를 솔로몬 시대(기원전 약 950년)로, 엘로힘문서(E)를 그보다 약간 늦은 기원전 9세기로, 신명기문서(D)를 요시아 왕 재위 직전인 기원전 8~7세기로, 그리고 제사장문서(P)를 에즈라 시대인 기원전 5세기로 각각 추정하였다. 이 문서들은 여러 편집자들에 의해 서로 다른 시점에 결합되어 현재의 형태를 갖추게 된 것으로 이해되었다.
그러나 고전적 문서가설에 대한 학계의 합의는 현재 붕괴된 상태이다. 이러한 변화는 주로 1970년대 중반 존 반 시터스(John Van Seters), 한스 하인리히 슈미트, 롤프 렌토르프 등의 연구에 의해 촉발되었다. 이들은 야훼문서의 작성 시기를 바빌론 포로기(기원전 597~539년)보다 앞설 수 없다고 주장했으며, 엘로힘문서의 실체 자체에 대해서도 회의적인 입장을 취하였다. 이와 더불어 나머지 세 문서의 성격과 범위에 대해서도 근본적인 의문을 제기하였다. 이 세 학자는 문서가설에 대한 비판에서는 공통점을 보였지만, 이를 대체할 새로운 패러다임에 대해서는 일치된 견해를 제시하지는 않았다. 또한, 문서가설의 약점을 보완하기 위하여 양식비평 이론이 탄생했다.
이러한 상황 속에서 단편가설(fragmentary model)과 보충가설에 대한 관심이 되살아나고 있으며, 이들 이론은 문서가설의 요소들과 결합되어 병행적으로 활용되기도 한다. 이로 인해 오늘날의 이론들은 특정 가설에 깔끔하게 분류되기 어려운 복합적 성격을 띠게 되었다. 또한 현대 학자들은 벨하우젠식 문서 연대 추정의 타당성에도 회의적인 입장을 보이며, 『토라』의 완성 시기를 아케메네스 제국 시대(기원전 약 450 ~ 350년)로 보거나, 일부 학자들은 알렉산더 대왕의 정복 이후인 헬레니즘 시대(기원전 333 ~ 164년)까지 늦추기도 한다.

## 비판적 재평가

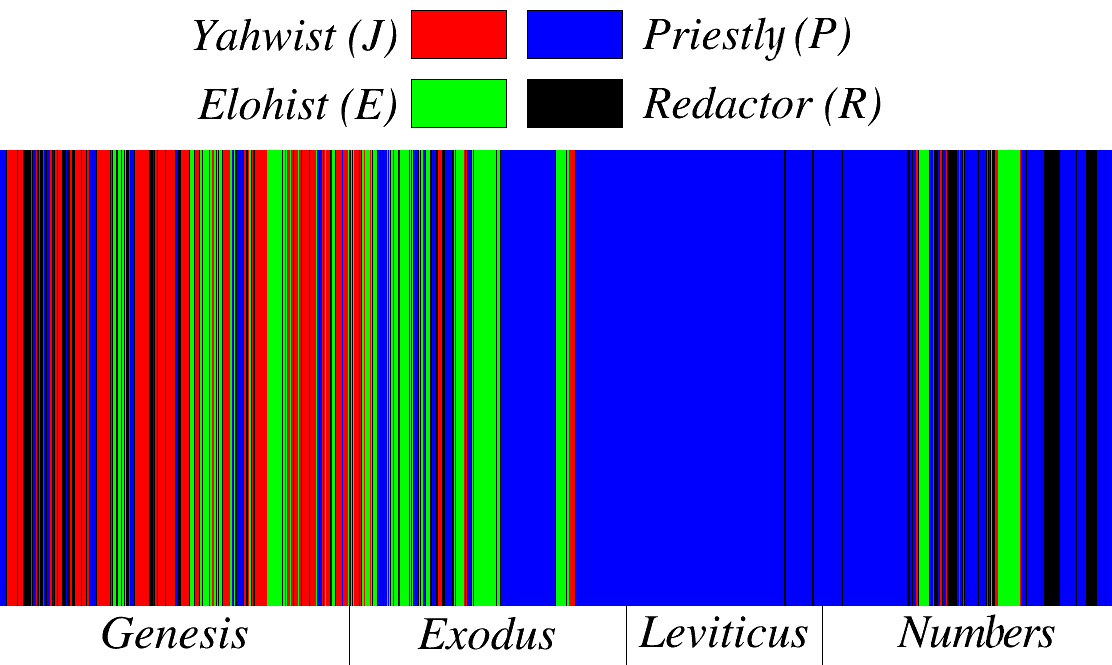
R. E. 프리드먼이 1997년에 분석한 토라의 출전

20세기 중후반에 이르러 문서가설에 대한 새로운 비판이 제기되었다. 특히 1970년대에 출간된 세 권의 책이 문서가설의 전제들을 흔들었다. 존 반 시터스의 『역사와 전통 속의 아브라함』(Abraham in History and Tradition), 한스 하인리히 슈미트의 『소위 야훼문서』(Der sogenannte Jahwist), 롤프 렌토르프의 『오경의 전승사적 문제』(Das überlieferungsgeschichtliche Problem des Pentateuch)가 그것이다. 이 책들은 문서가설에 대한 비판점은 유사했으나, 그 대안으로 제시하는 새로운 해석 틀에 대해서는 일치하지 않았다.
반 시터스와 슈미트는 야훼문서(J)가 솔로몬 시대(기원전 약 950년경)에 작성되었다는 기존 문서가설의 주장을 강하게 비판하였다. 그들은 오히려 야훼문서의 작성 시기를 바빌론 포로기(기원전 597~539년) 또는 늦어도 후기 왕정 시대로 추정하였다. 또한 반 시터스는 엘로힘문서(E)의 존재에 대해서도 강한 회의를 표명하며, E 문서가 정말 있었다 하더라도 창세기의 짧은 두 단락 정도에 불과하다고 주장하였다.
렌토르프는 오경의 형성에 대해, 짧고 독립적인 이야기 단위들이 축적된 후 두 계통의 편집자들에 의해 편집되었다고 설명한다. 이들 중 첫째는 예언자 그룹으로 대표되며, 신명기 전통을 따르는 편집자들이다. 둘째는 제사장 계열이다. 이 둘을 통해 편집된 문서들이 하나로 통합되었다고 본다. 렌토르프의 견해를 따르는 학자들은 단편가설(fragmentary hypothesis)을 채택한다. 반면, 반 시터스와 같은 학자들은 보충설을 지지하며, 기존의 저작물에 야훼문서와 제사장문서(P)가 두 차례 보충되면서 오늘날의 토라가 형성되었다고 본다.
현대 학계에서는 이들 새로운 가설들을 문서가설과 혼합하여 사용하는 경우가 많아, 어떤 주장이 특정 이론에 명확히 속한다고 구분하기가 어려운 경우도 많다. 오늘날 다수의 학자들은 신명기를 하나의 독립된 자료이자 요시아 왕 시대 법전의 산물로 보았던 드 베테(De Wette)의 견해에 따라, 포로기 동안 신명기 앞뒤에 부가된 모세의 연설과 첨가부를 통해 현재의 형태를 갖추었다고 본다. 또한 제사장 계열의 자료 역시 일정한 형태로 존재했음을 인정하지만, 그 범위와 종결 시점에 대해서는 의견이 분분하다. 나머지 자료는 비제사장 계열로 묶이며, 제사장 이전(pre-P) 및 이후(post-P)의 자료를 포함한다.
최근 연구 경향은 토라의 최종 형태를 하나의 문학적·이념적 통일체로 보되, 다양한 초기 자료를 바탕으로 형성되었으며, 페르시아 시기(기원전 539 ~ 333년)에 완성된 것으로 이해한다. 소수지만, 그 최종 편집 시점을 더 늦추어 헬레니즘 시대(기원전 333 ~ 164년)로 보기도 한다.
신문서가설(neo-documentary hypothesis)은 여전히 북미와 이스라엘 학계에서 일정한 지지를 받고 있다. 이 이론은 문서의 구분을 문체나 언어가 아닌 이야기의 구성과 연속성에 기반하여 파악하며, 이를 이스라엘 종교사의 발전 단계와 직접 연결시키지 않는다. 그러나 이 가설에서 엘로힘문서를 다시 복원하려는 시도는 여전히 많은 비판을 받고 있다. 엘로힘문서는 고전적 야훼문서(J)와 거의 구분되지 않으며, 유럽 학계에서는 이를 단편적이거나 실재하지 않는 것으로 간주하여 대체로 거부하고 있다.

## 같이 보기
- 보충가설
- 엘로힘 문서
- 여호와 문서
- 제사장 문서
- 신명기 문서

## 참고 문헌
- Baden, Joel S. (2012). 《The Composition of the Pentateuch: Renewing the Documentary Hypothesis》. Anchor Yale Reference Library. Yale University Press. ISBN 978-0-300-15263-0.
- Barton, John (2014). 〈Biblical Scholarship on the European Continent, in the UK, and Ireland〉.   Saeboe, Magne; Ska, Jean Louis; Machinist, Peter. 《Hebrew Bible/Old Testament. III: From Modernism to Post-Modernism. Part II: The Twentieth Century – From Modernism to Post-Modernism》. Vandenhoeck & Ruprecht. ISBN 978-3-525-54022-0.
- Barton, John; Muddiman, John (2010). 《The Pentateuch》. Oxford University Press. ISBN 978-0-19-958024-8.
- Berlin, Adele (1994). 《Poetics and Interpretation of Biblical Narrative》. Eisenbrauns. ISBN 978-1-57506-002-6.
- Berman, Joshua A. (2017). 《Inconsistency in the Torah: Ancient Literary Convention and the Limits of Source Criticism》. Oxford University Press. ISBN 978-0-19-065880-9.
- Brettler, Marc Zvi (2004). 〈Torah: Introduction〉.   Berlin, Adele; Brettler, Marc Zvi. 《The Jewish Study Bible》. Oxford University Press. ISBN 978-0-19-529751-5.
- Campbell, Antony F.; O'Brien, Mark A. (1993). 《Sources of the Pentateuch: Texts, Introductions, Annotations》. Fortress Press. ISBN 978-1-4514-1367-0.
- Carr, David M. (2007). 〈Genesis〉.   Coogan, Michael David; Brettler, Marc Zvi; Newsom, Carol Ann. 《The New Oxford Annotated Bible with the Apocryphal/Deuterocanonical Books》. Oxford University Press. ISBN 978-0-19-528880-3.
- Carr, David M. (2014). 〈Changes in Pentateuchal Criticism〉.   Saeboe, Magne; Ska, Jean Louis; Machinist, Peter. 《Hebrew Bible/Old Testament. III: From Modernism to Post-Modernism. Part II: The Twentieth Century – From Modernism to Post-Modernism》. Vandenhoeck & Ruprecht. ISBN 978-3-525-54022-0.
- Frei, Peter (2001). 〈Persian Imperial Authorization: A Summary〉.   Watts, James. 《Persia and Torah: The Theory of Imperial Authorization of the Pentateuch》. Atlanta, GA: SBL Press. 6쪽. ISBN 9781589830158.
- Friedman, Richard Elliott (1997). 《Who Wrote the Bible?》. HarperOne.
- Gaines, Jason M.H. (2015). 《The Poetic Priestly Source》. Fortress Press. ISBN 978-1-5064-0046-4.
- Gertz, Jan C.; Levinson, Bernard M.; Rom-Shiloni, Dalit (2017). 〈Convergence and Divergence in Pentateuchal Theory〉.   Gertz, Jan C.; Levinson, Bernard M.; Rom-Shiloni, Dalit. 《The Formation of the Pentateuch: Bridging the Academic Cultures of Europe, Israel, and North America》 44. Mohr Siebeck. 481쪽.
- Gmirkin, Russell (2006). 《Berossus and Genesis, Manetho and Exodus》. Bloomsbury. ISBN 978-0-567-13439-4.
- Greifenhagen, Franz V. (2003). 《Egypt on the Pentateuch's Ideological Map》. Bloomsbury. ISBN 978-0-567-39136-0.
- Houston, Walter (2013). 《The Pentateuch》. SCM Press. ISBN 978-0-334-04385-0.
- Kawashima, Robert S. (2010). 〈Sources and Redaction〉.   Hendel, Ronald. 《Reading Genesis》. Cambridge University Press. ISBN 978-1-139-49278-2.
- Kratz, Reinhard G. (2013). 〈Rewriting Torah〉.   Schipper, Bernd; Teeter, D. Andrew. 《Wisdom and Torah: The Reception of 'Torah' in the Wisdom Literature of the Second Temple Period》. BRILL. ISBN 9789004257368.
- Kratz, Reinhard G. (2005). 《The Composition of the Narrative Books of the Old Testament》. A&C Black. ISBN 9780567089205.
- Kugel, James L. (2008). 《How to Read the Bible: A Guide to Scripture, Then and Now》. FreePress. ISBN 978-0-7432-3587-7.
- Kurtz, Paul Michael (2018). 《Kaiser, Christ, and Canaan: The Religion of Israel in Protestant Germany, 1871–1918》. Mohr Siebeck. ISBN 978-3-16-155496-4.
- Levin, Christoph (2013). 《Re-Reading the Scriptures》. Mohr Siebeck. ISBN 978-3-16-152207-9.
- McDermott, John J. (2002). 《Reading the Pentateuch: A Historical Introduction》. Pauline Press. ISBN 978-0-8091-4082-4.
- McEntire, Mark (2008). 《Struggling with God: An Introduction to the Pentateuch》. Mercer University Press. ISBN 978-0-88146-101-5.
- McKim, Donald K. (1996). 《Westminster Dictionary of Theological Terms》. Westminster John Knox. ISBN 978-0-664-25511-4.
- Miller, Patrick D. (2000). 《Israelite Religion and Biblical Theology: Collected Essays》. A&C Black. ISBN 978-1-84127-142-2.
- Monroe, Lauren A.S. (2011). 《Josiah's Reform and the Dynamics of Defilement》. Oxford University Press. ISBN 978-0-19-977536-1.
- Moore, Megan Bishop; Kelle, Brad E. (2011). 《Biblical History and Israel's Past》. Eerdmans. ISBN 978-0-8028-6260-0.
- Nicholson, Ernest Wilson (2003). 《The Pentateuch in the Twentieth Century》. Oxford University Press. ISBN 978-0-19-925783-6.
- Otto, Eckart (2014). 〈The Study of Law and Ethics in the Hebrew Bible/Old Testament〉.   Saeboe, Magne; Ska, Jean Louis; Machinist, Peter. 《Hebrew Bible/Old Testament. III: From Modernism to Post-Modernism. Part II: The Twentieth Century – From Modernism to Post-Modernism》. Vandenhoeck & Ruprecht. ISBN 978-3-525-54022-0.
- Patrick, Dale (2013). 《Deuteronomy》. Chalice Press. ISBN 978-0-8272-0566-6.
- Patzia, Arthur G.; Petrotta, Anthony J. (2010). 《Pocket Dictionary of Biblical Studies》. InterVarsity Press. ISBN 978-0-8308-6702-8.
- Person, Raymond F. (2016). 〈The Problem of “Literary Unity” from the Perspective of the Study of Oral Traditions〉.   Person, Raymond F.; Rezetko, Robert. 《Empirical Models Challenging Biblical Criticism》. SBL Press. ISBN 978-0-88414-149-5.
- Rendsburg, Gary (2019). 《How the Bible is Written》. Hendrickson Publishers. ISBN 978-1-68307-197-6.
- Ruddick, Eddie L. (1990). 〈Elohist〉.   Mills, Watson E.; Bullard, Roger Aubrey. 《Mercer Dictionary of the Bible》. Mercer University Press. ISBN 978-0-86554-373-7.
- Ska, Jean-Louis (2006). 《Introduction to reading the Pentateuch》. Eisenbrauns. ISBN 9781575061221.
- Ska, Jean Louis (2014). 〈Questions of the 'History of Israel' in Recent Research〉.   Saeboe, Magne; Ska, Jean Louis; Machinist, Peter. 《Hebrew Bible/Old Testament. III: From Modernism to Post-Modernism. Part II: The Twentieth Century – From Modernism to Post-Modernism》. Vandenhoeck & Ruprecht. ISBN 978-3-525-54022-0.
- Stackert, Jeffrey (2014). 《A Prophet Like Moses: Prophecy, Law, and Israelite Religion》. Oxford University Press. ISBN 978-0-19-933645-6.
- Thompson, Thomas L. (2000). 《Early History of the Israelite People: From the Written & Archaeological Sources》. BRILL. ISBN 9004119434.
- Van Seters, John (2015). 《The Pentateuch: A Social-Science Commentary》. Bloomsbury T&T Clark. ISBN 978-0-567-65880-7.
- Viviano, Pauline A. (1999). 〈Source Criticism〉.   Haynes, Stephen R.; McKenzie, Steven L. 《To Each Its Own Meaning: An Introduction to Biblical Criticisms and Their Application》. Westminster John Knox. ISBN 978-0-664-25784-2.
- Wellhausen, Julius (1878). 《Geschichte Israels》 1. Berlin: Druck und Verlag von Georg Reimer.
- Wellhausen, Julius (1883). 《Prolegomena zur Geschichte Israels》 1 2판. Berlin: Druck und Verlag von Georg Reimer. Project Gutenberg edition; full text at sacred-texts.com
- Wellhausen, Julius (1894). 《Israelitische und jüdische Geschichte》 2. Berlin: Druck und Verlag von Georg Reimer.
- Whisenant, Jessica (2010). “The Pentateuch as Torah: New Models for Understanding Its Promulgation and Acceptance by Gary N. Knoppers, Bernard M. Levinson”. 《Journal of the American Oriental Society》 130 (4): 679–681. JSTOR 23044597.
- Wright, J. Edward (2002). 《The Early History of Heaven》. Oxford University Press. ISBN 978-0-19-534849-1.